# Bollettino storico-bibliografico subalpino
Der Bollettino storico-bibliografico subalpino ist eine historische Fachzeitschrift, die von der 1833 gegründeten Turiner Deputazione Subalpina di Storia Patria halbjährlich herausgegeben wird. Das Bollettino wurde 1896 von Ferdinando Gabotto gegründet, der im selben Jahr die Società Storica Subalpina ins Leben rief.

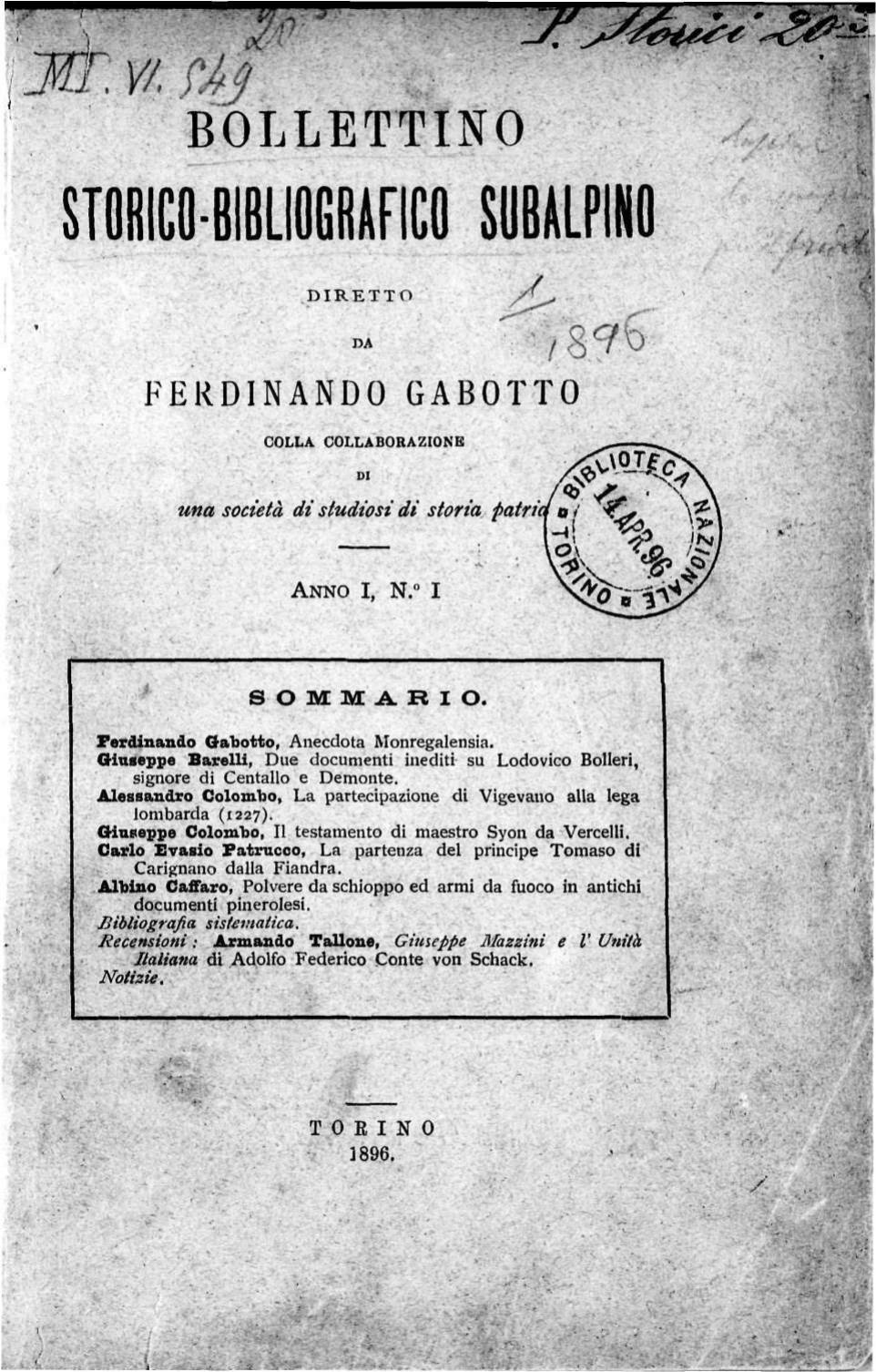
Cover der ersten Ausgabe, 1896

Das Bollettino wird heute von Giuseppe Sergi geleitet. 2015 erschien der 113. Jahresband. Schwerpunkt ist das südlich der Alpen gelegene Gebiet Italiens, insbesondere das Piemont, wobei alle Epochen vertreten sind. 1955 erschien ein Register der seit 1896 veröffentlichten Bände.